# Clarac, Haute-Garonne
 Clarac  là một xã thuộc tỉnh Haute-Garonne trong vùng Occitanie ở tây nam nước Pháp. Xã nằm ở khu vực có độ cao trung bình 300 mét trên mực nước biển.